# Messerschmitt Me 410
O Messerschmitt Me 410 Hornisse ("vespão") foi um caça pesado e caça-bombardeiro  alemão usado pela Luftwaffe e pela Força Aérea da Hungria durante a Segunda Guerra Mundial. Consistia essencialmente numa versão modificada do Messerschmitt Me 210.

## Exemplares
Apenas dois exemplares do ME 410 sobreviveram até aos dias de hoje:
Me 410 A-1/U2 (W.Nr.420430)
Esta aeronave faz parte da colecção do Museu da RAF. Foi construída no final de 1943 e capturada na Dinamarca, em maio de 1945. Fez parte do conjunto de seis Me 410 que foram levados para o Reino Unido em 1945 para serem estudados, mas foi o único que não foi posteriormente destruído. Foi alvo de uma restauração em 1986, e permanece até aos dias de hoje em exposição no Museu Cosford da RAF.
Me 410 A-3 (W.Nr.10018)
Esta aeronave está no Museu Nacional do Ar e do Espaço nos Estados Unidos, estando atualmente à espera de ser restaurado.